# Willem Mengelberg

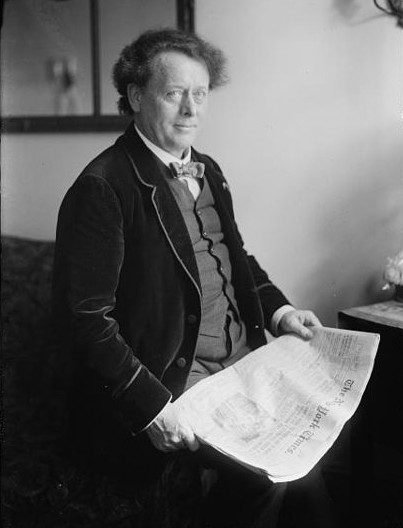
Willem Mengelberg

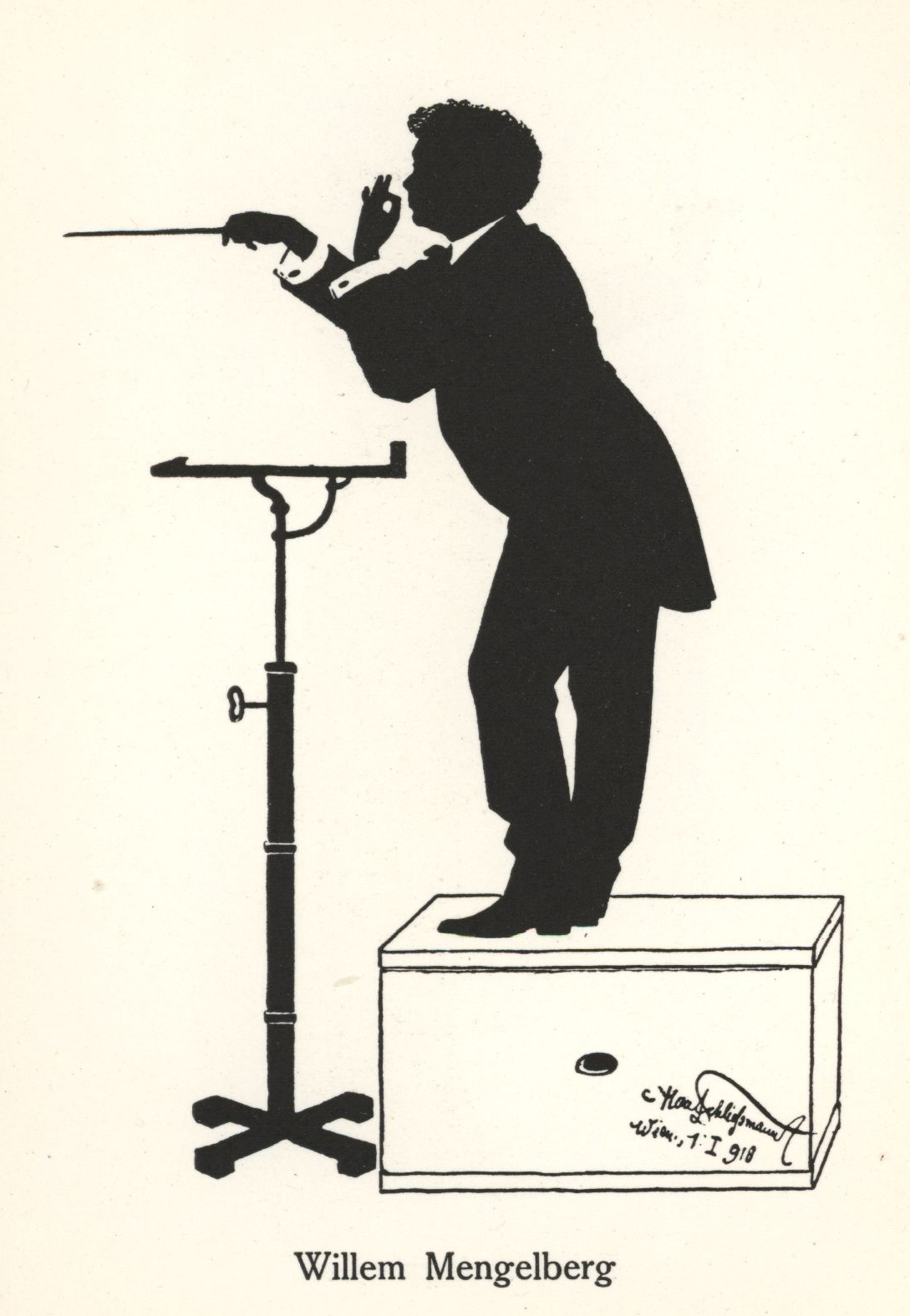
Silhouette von Mengelberg (1918) von Hans Schließmann

Willem Mengelberg (* 28. März 1871 als Joseph Wilhelm Mengelberg in Utrecht; † 22. März 1951 in Zuort, Schweiz) war ein niederländischer Dirigent und Komponist.

## Leben
Willem Mengelbergs Eltern Friedrich Wilhelm Mengelberg und Helena Schrattenholz waren Deutsche. Sie waren 1869 von Köln nach Utrecht gezogen, wo sie ein Atelier zur Herstellung von Kirchenmöbeln und Altargegenständen gründeten. Mengelberg war ihr viertes Kind und hatte 15 Geschwister.
Er studierte bei Richard Hol in Utrecht, dann u. a. bei Franz Wüllner Klavier und Komposition an der Kölner Hochschule für Musik. Sein erster Auftritt als Dirigent erfolgte mit dem dortigen Gürzenich-Orchester.
1892 wurde er Generalmusikdirektor in Luzern. 1895 wurde er als Nachfolger von Willem Kes, der eine damals als besser geltende Stellung beim Scottish Orchestra antrat, Leiter des Concertgebouw-Orchesters in Amsterdam. Von 1907 bis 1920 nahm er darüber hinaus eine Tätigkeit als Dirigent des Frankfurter Museumsorchesters an.
Mengelberg war danach auch in den USA tätig, von 1921 bis 1930 als Musikdirektor der New Yorker Philharmoniker und damit als Rivale von Arturo Toscanini, der ab 1926 ebenfalls dieses Orchester dirigierte. Mengelberg gab die Stelle auf, nachdem sich aufgrund grundsätzlicher Differenzen mit Toscanini das Orchester in ein Toscanini- und ein Mengelberg-Lager zu spalten begann. Außerdem verlangte man von ihm häufigere Programmwechsel, wofür Mengelberg, der ausgiebig probte und während der Proben außerdem noch lange Ausführungen über den Komponisten machte, die Probenzeit nicht für ausreichend bemessen hielt.
In den Niederlanden erhielt Mengelberg, der das Concertgebouw-Orchester zu einem der virtuosesten Orchester der Welt machte, zahlreiche Ehrungen. Man machte ihn 1898 zum Ritter des Ordens von Oranien-Nassau, 1902 zum Offizier desselben, 1907 zum Ritter des Ordens vom Niederländischen Löwen. Außerdem erhielt er 1907 die Silber- und 1913 die Goldmedaille der Künste und Wissenschaften im Hausorden von Oranien. 1920 wurde er Komtur, 1934 Großkomtur des Ordens von Oranien-Nassau. Außerdem erhielt er 1934 eine außerordentliche Professur für Musikwissenschaft an der staatlichen Universität Utrecht. Porträts von Mengelberg wurden durch die Künstler Pier Pander, Jan Toorop, Jan Sluijters und Kees van Dongen erstellt.

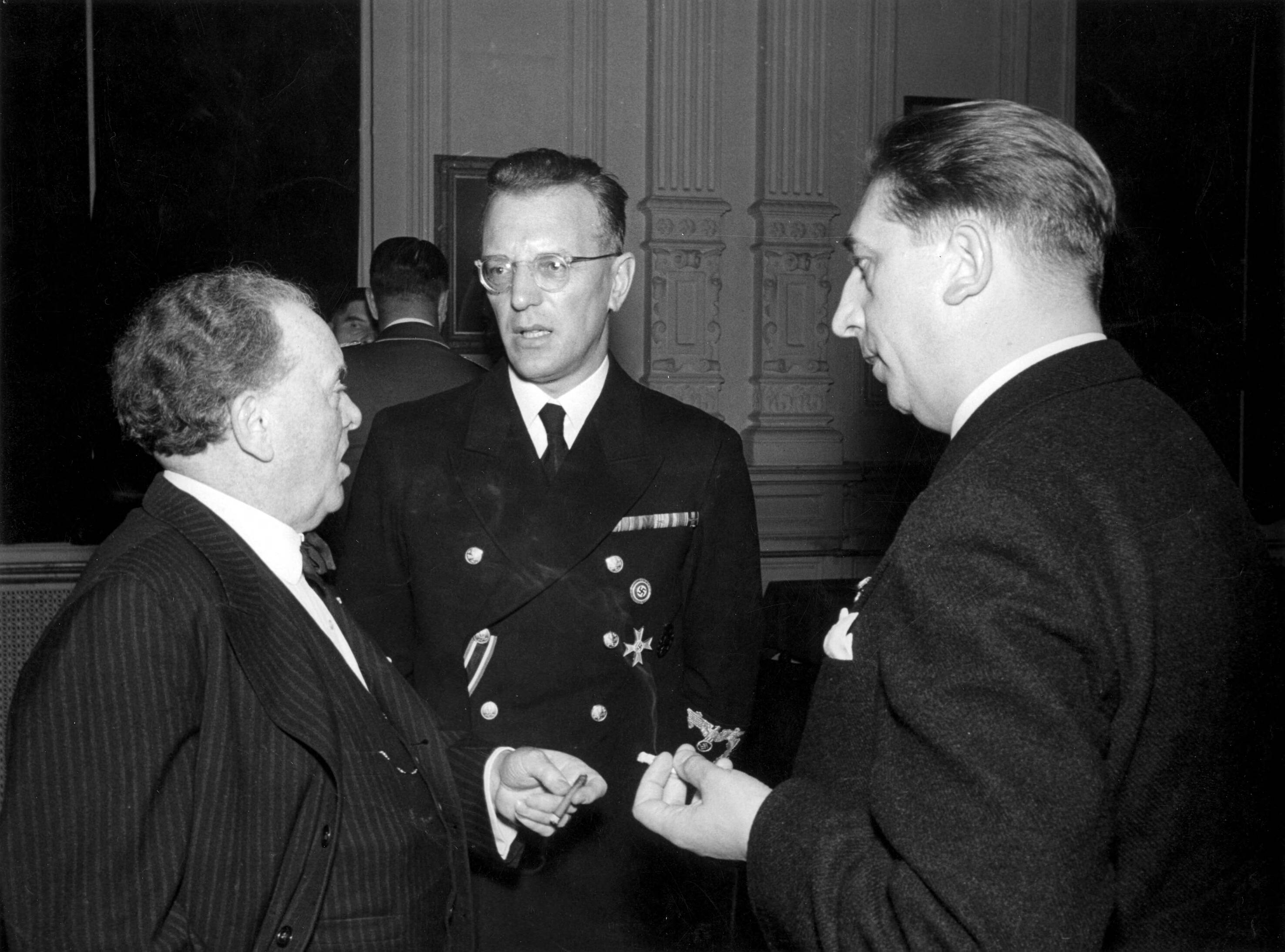
Mengelberg (links), Reichskommissar Seyss-Inquart und Prof. Jäger (1942)

Anfang Juli 1940 sank sein Stern in den Niederlanden, nachdem ein Interview mit dem Völkischen Beobachter im De Telegraaf nachgedruckt wurde, ebenso durch ein weiteres Interview im August 1940 mit dem Telegraaf, das als abfällig gegenüber dem niederländischen Musikleben gedeutet wurde, sowie durch eine Fotoserie, die ihn in Berlin, u. a. vor einem Konzertplakat mit den Berliner Philharmonikern zeigte. Mengelberg kooperierte während der Besatzungszeit 1940 bis 1945  mit den Deutschen und gab Konzerte für führende Nationalsozialisten wie Arthur Seyß-Inquart, was ihm internationale Kritik eintrug. Mengelberg rechtfertigte seine internationale Tätigkeit mit dem Vergleich, dass, so wie die Sonne für alle scheine, die Musik für alle Völker da sei. Noch im Herbst 1940 führte er die 1. Sinfonie von Gustav Mahler auf. Außerdem verhandelte er für Juden und niederländische Staatsbürger (Carl Flesch, den Flötisten Hubert Barwahser, Ernst Laqueur, die Pianistin Sara Bosmans-Benedicts und viele weitere) mit den deutschen Besatzungsbehörden. Aufgrund dessen erging zu Mengelbergs 70. Geburtstag 1941 eine Anweisung an die deutsche Presse, den Geburtstag mit einer gewissen Reserviertheit zu begehen, da Mengelberg sich „sein Leben lang für Gustav Mahler eingesetzt [hat], sich in München abfällig über Deutschland geäußert [hat] und heute noch (1941) 12 Juden in seinem Orchester beschäftigt“.

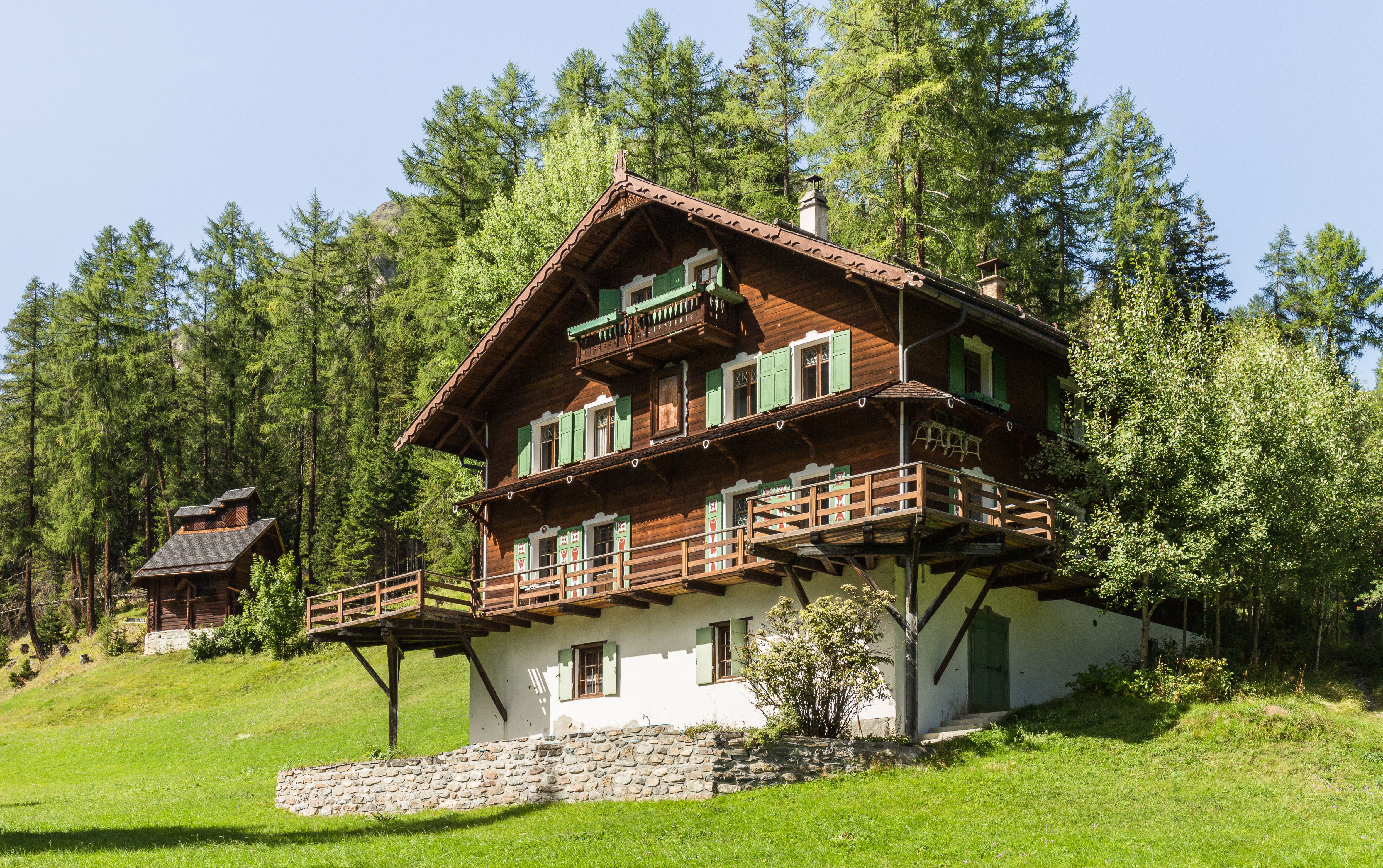
Mengelbergs Residenz in Zuort, Schweiz. Eine Stiftung Mengelbergs bot diese Villa bis 2009 Jungmusikern zur Benutzung an.

Mengelberg erhielt 1945 im Rahmen der Entnazifizierung ein zunächst lebenslanges, nach der Berufungsverhandlung 1947 auf sechs Jahre reduziertes Auftrittsverbot in den Niederlanden. Sein Pass wurde eingezogen, und man erkannte ihm seine Ehrungen ab. Mengelberg begriff diese Maßnahmen nicht. Er berief sich darauf, dass seine gesamte Tätigkeit in 50 Berufsjahren nur dem Wohle der Niederlande, der Stadt Amsterdam und des Concertgebouw-Orchesters gedient habe und dass er fälschlicherweise geglaubt habe, dies sei in der Öffentlichkeit auch verstanden worden. 1946 schrieb er an Ellie Bysterus Heemskerk (eine Geigerin im Concertgebouw-Orchester): „Wenn ich etwas getan hätte, würde ich es verstehen, aber ich bin nie in etwas verstrickt gewesen.“ In seinem Exil in Zuort in der Schweiz erhielt er bis 1949 noch die Pension des Concertgebouw-Orchesters, bis der Rat der Stadt Amsterdam auch diese strich. Mengelberg starb zwei Monate vor dem Ende des verkürzten Auftrittsverbots.
Nach Mengelbergs Tod dirigierte Otto Klemperer für ihn ein Gedächtniskonzert. Klemperer bewunderte Mengelberg eher als einen musikalischen bzw. einen Orchestertrainer denn als einen Dirigenten. Ein Glückwunschtelegramm, das Mengelberg an Hitler gesandt haben soll, bezeichnete Klemperer als eine „Dummheit“. Seine letzte Ruhestätte fand er auf dem Friedhof Friedental.

## Werk und Stil

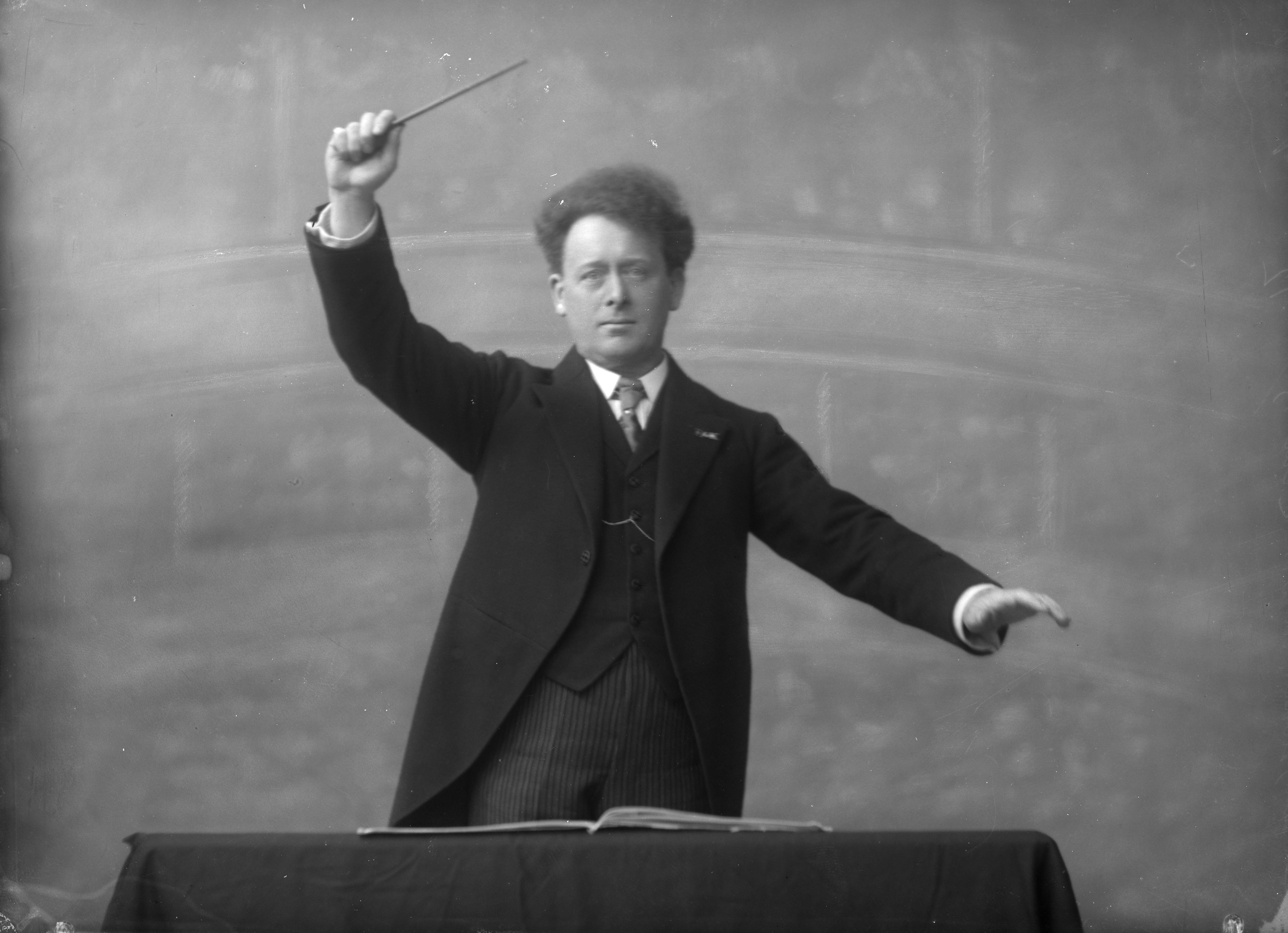
Mengelberg im Fotostudio (1919)

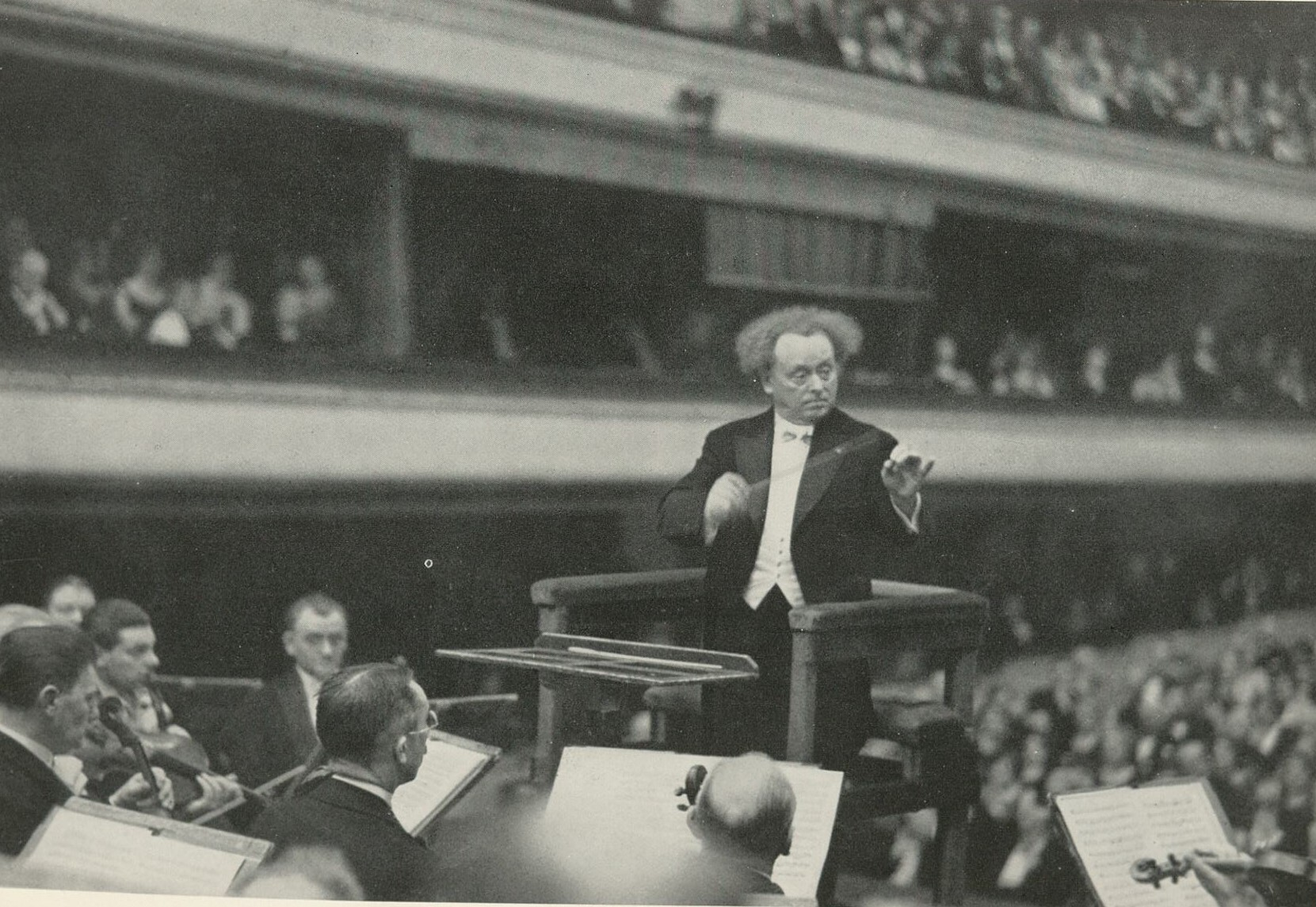
Erich Salomon: Mengelberg im Gebouw voor Kunsten en Wetenschappen in Den Haag

Mengelberg, der unter dem Einfluss seines Kompositions- und Dirigierlehrers Wüllner stand, war ein begeisterter Anhänger von Richard Strauss, dessen sinfonische Dichtung Ein Heldenleben ihm und dem Concertgebouw-Orchester gewidmet ist. Er bevorzugte unter den Komponisten aber nicht nur Strauss sowie Beethoven. Auch dem Werk von Arnold Schönberg, Willem Pijper, Paul Hindemith, Max Reger und Alphons Diepenbrock verhalf er zu Anerkennung, zum Teil durch niederländische Erstaufführungen.
Er begründete 1899 jährliche Aufführungen von Bachs Matthäus-Passion am Palmsonntag und einen jährlichen Beethoven-Zyklus und widmete Künstlern wie Mahler und Strauss auch zahlreiche Musikfeste.
Mit Mahler, dessen Musik er 1903 kennengelernt hatte, war er befreundet. Er förderte ihn durch die Aufführung seiner Werke in den Niederlanden. Ein Höhepunkt war das Mahlerfest in Amsterdam zum 25-jährigen Dirigentenjubiläum Willem Mengelbergs im Jahr 1920. Mengelberg hatte Mahlers Sinfonien mit dem Komponisten selbst studiert und die Partituren Takt für Takt mit Bemerkungen versehen. Mengelbergs Aufnahme von Mahlers 4. Sinfonie gilt daher als den Intentionen des Komponisten besonders nahestehend.
1960 erschien mit den Einspielungen Mengelbergs aus den Jahren 1939 bis 1940 die erste Gesamtausgabe von Beethovens Sinfonien. 
Insgesamt nahm Mengelberg für eine Reihe von Plattenfirmen etwa 90 Werke kommerziell auf, außerdem etwa 40 weitere für den niederländischen Rundfunk.

## Ehrungen
- 1898: Ritter des Ordens von Oranien-Nassau
- 1902: Offizier des Ordens von Oranien-Nassau
- 1907: Ritter des Ordens vom Niederländischen Löwen
- 1907: Silbermedaille der Künste und Wissenschaften im Hausorden von Oranien
- 1913: Goldmedaille der Künste und Wissenschaften im Hausorden von Oranien
- 1920: Komtur des Ordens von Oranien-Nassau
- 1934: Großkomtur des Ordens von Oranien-Nassau
- 1934: Außerordentliche Professur für Musikwissenschaft an der staatlichen Universität Utrecht.
- 1938: Rembrandt-Preis der Stiftung F.V.S., verliehen durch die „Hansische Universität Hamburg“